# Życie jest piękne (film 1997)
Życie jest piękne (wł. La vita è bella) – włoski komediodramat z 1997 roku w reżyserii Roberta Benigniego. Reżyser zagrał w nim też główną rolę i był współautorem scenariusza.
Dzieło Roberta Benigniego łączy w sobie elementy komedii, dramatu, filmu wojennego i romansu. Określano je jako „komedię o Holocauście”.

## Fabuła
Film opowiada historię obdarzonego bujną wyobraźnią i poczuciem humoru Guido Orefice, który zakochuje się w pięknej Dorze. Realizuje szalone pomysły, aby tylko zwrócić jej uwagę. Czyni to skutecznie i niedługo ją poślubia. Krótko cieszą się wspólnym życiem i swoim synkiem Giosué. Gdy przychodzi wojna, z uwagi na żydowskie pochodzenie, Guido z synem i wujem zostają zesłani do obozu koncentracyjnego. Dora jedzie za nimi z własnej woli. 
Guido ukrywa synka w baraku. Chcąc mu oszczędzić traumatycznych przeżyć, rozpoczyna z nim szczególną grę. Wmawia synkowi, iż ich nowa rzeczywistość jest fikcyjna, a oni sami uczestniczą w zawodach, w których za tysiąc punktów można zdobyć nagrodę – czołg. W tym świecie niezwykłej gry strażnicy obozu muszą być okrutni, ponieważ im także zależy na uzyskaniu nagrody, więc chcą zniechęcić konkurentów do rywalizacji.

## Obsada
- Roberto Benigni – Guido Orefice
- Nicoletta Braschi – Dora
- Giorgio Cantarini – Giosué Orefice
- Giustino Durano – Eliseo Orefice
- Sergio Bini Bustric – Ferruccio Papini
- Horst Buchholz – doktor Lessing
- Marisa Paredes – matka Dory

## Kontrowersje
Niektórzy krytycy i ocaleni z Holocaustu zarzucali Benigniemu zbyt lekkie potraktowanie tragedii obozów koncentracyjnych i tematu Zagłady Żydów. Wytykano mu także liczne nieścisłości historyczne i merytoryczne w filmie. Jacques Offenbach był pochodzenia żydowskiego, nie grano by więc jego muzyki w kwaterze wojsk hitlerowskich. Nie byłoby tak łatwego dostępu do obozowego radiowęzła. Fikcją byłaby również parodia tłumaczenia przemowy strażnika obozowego.
Wbrew panującemu czasem przekonaniu, żadna ze scen filmu nie była kręcona na terenie Państwowego Muzeum Auschwitz-Birkenau, którego dyrekcja z reguły nie zgadza się na udostępnianie przestrzeni poobozowych dla tego typu przedsięwzięć.

## Produkcja
Zdjęcia kręcono w następujących lokacjach na terenie Włoch według prowincji:
- prowincja Arezzo (Arezzo, Castiglion Fiorentino, Cortona, Montevarchi);
- prowincja Terni (Terni, Ferentillo, Papigno);
- prowincja Viterbo (Ronciglione)[3][4].

## Nagrody
Film zdobył siedem nominacji do Oscara i trzy statuetki: za najlepszą pierwszoplanową rolę męską (Roberto Benigni), za najlepszą muzykę (Nicola Piovani) i za najlepszy film nieanglojęzyczny. Obraz zdobył także Wielką Nagrodę Jury na MFF w Cannes, Europejską Nagrodę Filmową za najlepszy film roku i najlepszą rolę męską oraz Nagrodę Publiczności na Warszawskim Międzynarodowym Festiwalu Filmowym.